# 江別警察署
江別警察署（えべつけいさつしょ）は、北海道警察本部が管轄する札幌方面の警察署の一つである。

## 沿革
- 1887年（明治20年）5月：札幌警察署江別分署として発足。
- 1924年（大正13年）7月：江別警察署に昇格。
- 1948年（昭和23年）3月：警察法施行により、自治体警察として江別町警察発足。
- 1953年（昭和28年）1月：自治体警察が廃止され、国家地方警察札幌方面警察隊江別地区警察署設置。
- 1954年（昭和29年）7月：警察法改正により、北海道札幌方面江別警察署となる。

## 組織
- 署長（警視）
- 副署長（警視）
  - 警務課（警務係、犯罪被害者支援係、相談係、管理係）
  - 会計課（会計係）
- 刑事・生活安全官（警視）
  - 刑事第一課（指導係、強行犯係、盗犯係、鑑識係）
  - 刑事第二課（知能犯係、組織犯罪対策係、薬物銃器対策係）
  - 生活安全課（生活安全係、少年係、生活経済・保安係、許可係）
- 地域・交通官（警視）
  - 地域課（企画係、実務指導係、地域係、自動車警ら係）
  - 交通課（企画・規制係、指導係、捜査係）
- 警備課（公安係、外事係）

## 交番・駐在所
括弧内は所在地を表す。

### 江別市
- 朝日交番（江別市朝日町8-4）
- 駅前交番（江別市二条六丁目6-1）
- 大麻交番（江別市大麻中町26）
- 野幌交番（江別市野幌82-2）
- 東野幌交番（江別市東野幌本町7-1）
- 文京台交番（江別市文京台27-4）
- 角山駐在所（江別市角山449-5）

### 新篠津村
- 新篠津駐在所（石狩郡新篠津村第47線北11）

## 補足
- 2011年3月、各課を統合し課長に警視を充てその下に警部の統括官を配置。
- 2012年より各課の統括官を課長代理に改称した。